# Йордан Цицонков
Йордан Цицонков е български революционер, терорист на Вътрешната македонска революционна организация (ВМРО). Използва псевдоними като Йорданка, Невенка и Атанас Николов.

## Биография
Йордан Цицонков е роден на 9 септември 1901 година в щипското Ново село, тогава в Османската империя. Присъединява се към ВМРО и след март 1922 година е избран да изпълни смъртната присъда на организацията срещу Райко Даскалов. През май 1923 година войводата Панчо Михайлов предава на Йордан Цицонков нов паспорт с името на Атанас Николов, револвер и голяма сума пари, след което Цицонков заминава за Чехословакия. На 26 август 1923 година Йордан Цицонков убива с три изстрела Райко Даскалов в центъра на Прага, след което е арестуван. ВМРО подсигурява защитата му и наема известния чешки адвокат Ян Ренер, а професор Иван Мърквичка се изказва в негова защита. На делото, гледано на 13-14 ноември 1923 година в Прага, Йордан Цицонков е осъден на 48 часа затвор с 8 срещу 4 гласа на съдебните заседатели, поради доказаната от защитата теза, че Цицонков изпълнява смъртната присъда на ВМРО, а не действа от името на правителството на Александър Цанков, взело властта след Деветоюнския преврат. Югославия упражнява силен дипломатически натиск върху Чехословакия, след което е насрочено ново дело срещу Йордан Цицонков, гледано между 22 и 27 октомври 1924 година в Табор. Този път Цицонков е осъден на 20 години затвор, въпреки че обвинението не успява да докаже връзката му с Демократическия сговор.
Йордан Цицонков първоначално лежи в градския затвор в Табор, но след като се разпространява информация за готвеното му бягство от ВМРО, той е преместен в строго охранявания затвор Картоузи в Ичин. Там той се обесва на 23 януари 1926 година.